# Krstac (Jablanica, BiH)
Krstac je naseljeno mjesto u općini Jablanica, Federacija Bosne i Hercegovine, BiH.

## Stanovništvo

### 1991.
Nacionalni sastav stanovništva 1991. godine, bio je sljedeći:
ukupno: 221
- Muslimani - 221

### 2013.
Nacionalni sastav stanovništva 2013. godine, bio je sljedeći:
ukupno: 143
- Bošnjaci - 143